# Roger Swerts
Roger Swerts (Heusden, 28 dicembre 1942) è un ex ciclista su strada e pistard belga.
Professionista tra il 1965 ed il 1978, conta la vittoria di due Giri del Belgio, di un Campionato di Zurigo, una Gand-Wevelgem e un campionato belga.

## Carriera
Fu uno dei principali gregari di Raymond Poulidor e di Eddy Merckx. Da dilettante fu ottavo ai mondiali nel 1963 e partecipò alle olimpiadi di Tokyo 1964. Passato professionista nel 1965, fu terzo ai mondiali dello stesso anno. I principali successi furono il Grand Prix de Monaco nel 1968, il campionato di Zurigo nel 1969, il Nationale Sluitingsprijs nel 1971, una tappa al Giro d'Italia, il Giro del Belgio, il Trofeo Baracchi, la Gand-Wevelgem e il Grand Prix des Nations nel 1972, una tappa alla Vuelta a España e una al Giro d'Italia nel 1973, il campionato belga, tre tappe alla Vuelta a España e il Giro del Belgio nel 1974 e una tappa alla Vuelta a España 1975.

## Palmarès
- 1964

4ª tappa Tour de l'Avenir
- 1968

Grand Prix de Monaco
6ª tappa, 1ª semitappa Volta Ciclista a Catalunya (Vic > Figueres)
- 1969

Campionato di Zurigo
- 1971

Nationale Sluitingsprijs
- 1972

4ª tappa Giro del Belgio (Gosselies > Maissin)
5ª tappa, 2ª semitappa Giro del Belgio (Ohain > Ohain, cronometro)
Classifica generale Giro del Belgio
Gand-Wevelgem
12ª tappa, 2ª semitappa Giro d'Italia (Forte dei Marmi > Forte dei Marmi, cronometro)
Gran Premio di Castrocaro Terme-Forlì
Grand Prix des Nations (cronometro)
- 1973

5ª tappa, 2ª semitappa Tirreno-Adriatico (San Benedetto del Tronto, cronometro)
2ª tappa Giro del Belgio (Zottegem > Dampremy)
6ª tappa, 1ª semitappa Vuelta a España (Teruel > La Pobla de Farnals, cronometro)
Prologo Giro d'Italia (Verviers > Verviers) cronometro a coppie
Druivenkoers
Kempense Pijl
- 1974

Classifica generale Giro del Belgio
Prologo Vuelta a España (Almería > Almería, cronometro)
8ª tappa Vuelta a España (Toledo > Madrid)
12ª tappa Vuelta a España (Valladolid > León)
Circuit de Niel
Campionati belgi, prova in linea
Polder-Kempen
- 1975

Prologo Vuelta a España (Fuengirola > Fuengirola, cronometro)

### Altri successi
- 1965

Criterium di Eine
Criterium di Tessenderlo
- 1967

Criterium di Helchteren
Criterium di Stabroek
- 1968

Criterium di Bilzen
Criterium di Rummen
Criterium di Sint-Genesius-Rode
- 1969

Criterium di Diest
Criterium di Merelbeke
Criterium di Viane
- 1970

G.P. du Printemps a Hannut
Beringen-Koersel
- 1971

Tour du Brabant
Criterium di Kerkrade
Classifica generale Cronostaffetta (con Eddy Merckx e Herman Van Springel)
- 1972

Criterium di Genk
Criterium di Koersel
Criterium di Peer
Criterium di Heusden-Limbourg
Criterium di Heusden
1ª tappa Cronostaffetta (con Eddy Merckx e Herman Van Springel)
Classifica generale Cronostaffetta (con Joseph Bruyère e Herman Van Springel)
Trofeo Baracchi (con Eddy Merckx)
- 1973

Criterium di Helchteren
Criterium di Sindelfingen
Criterium di Peer
Classifica generale Coppa Paul Staiger
Criterium di Waldenbuch
Criterium di Schelklingen
Criterium di Stoccarda
Criterium di Rummen
Classifica generale Cronostaffetta (con Eddy Merckx e Joseph Bruyère)
- 1974

Criterium di Helchteren
Criterium di Boezinge
Criterium di Stal-Koersel
Criterium di Verviers
Criterium di Retie
- 1975

Criterium di Nieuwpoort
Criterium di Boezinge
Criterium di Vrasene
Criterium di Essen
Criterium di Nieuwkerken-Waas
Criterium di Heist-op-den-Berg
Criterium di Wellen
- 1976

Criterium di Spa
- 1977

Criterium di Duffel

## Piazzamenti

### Grandi Giri
- Giro d'Italia

1968: 30º
1969: ritirato
1970: 53º
1971: 21º
1972: 16º
1973: 20º
- Tour de France

1965: 40º
1966: 63º
1967: 55º
1969: 44º
1970: 24º
1971: 35º
1972: 14º
- Vuelta a España

1973: 9º
1974: 10º
1975: 29º

### Classiche monumento
- Milano-Sanremo

1970: 145º
1972: 30º
1973: 34º
1974: 26º
1975: 35º
1976: 55º
- Giro delle Fiandre

1967: 14º
1971: 59º
1972: 6º
1974: 15º
1975: 18º
- Parigi-Roubaix

1967: 15º
1968: 29º
1972: 12º
1975: 7º
1976: 17º
- Liegi-Bastogne-Liegi

1966: 10º
1967: 19º
1969: 6º
1972: 4º
1978: 45º

### Competizioni mondiali
- Campionati del mondo

Ronse 1963 - In linea dilettanti: 8º
Sallanches 1964 - In linea dilettanti: ritirato
Lasarte 1965 - In linea: 3º
Zolder 1969 - In linea: 5º
Mendrisio 1971 - In linea: 10º
Gap 1972 - In linea: ritirato
Montreal 1974 - In linea: ritirato
- Giochi olimpici

Tokyo 1964 - In linea: 19º